# Amerykańskie okręty podwodne typu E
Okręty podwodne typu E – amerykański typ okrętów podwodnych o konstrukcji jednokadłubowej z początku XX wieku, składający się z dwóch jednostek. Okręty te były odmianą opartego na rozwiązaniach konstrukcyjnych Electric Boat typu D z dwoma wałami napędowymi, w których spalinowe silniki benzynowe zastąpiono silnikami Diesla. Cechowała je przysadzista nadbudówka z mostkiem oraz wyposażenie w dwa peryskopy. Poza silnikami o zapłonie samoczynnym, jednostki te zainaugurowały stosowanie w amerykańskiej marynarce dziobowych sterów głębokości – obok sterów stosowanych dotychczas na rufie – oraz radia. Zastosowane silniki Diesla okazały się jednak zawodne, w związku z czym w roku 1915 zostały wymienione. Obydwa wybudowane okręty tego typu do końca 1917 roku operowały na Atlantyku. Prowadziły w tym czasie patrole wojenne, po zakończeniu I wojny światowej zostały przemianowane na okręty szkoleniowe, a pod koniec 1921 roku zostały pocięte na złom.